# Odontonema glaberrimum
Odontonema glaberrimum là một loài thực vật có hoa trong họ Ô rô. Loài này được (M.E. Jones) V.M. Baum mô tả khoa học đầu tiên năm 1982.